# 赫尔玛·文内梅尔斯

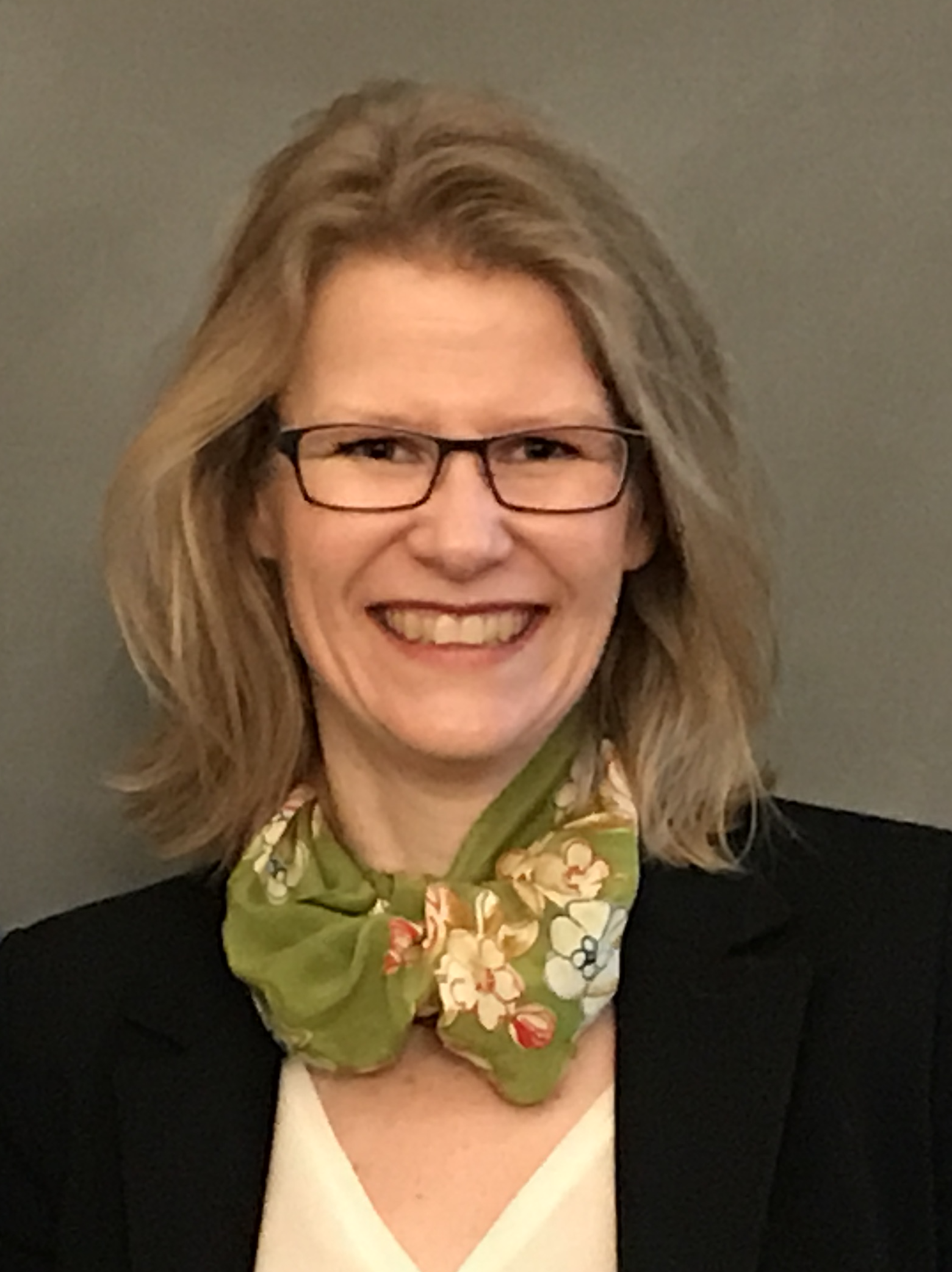
赫尔玛·文内梅尔斯

赫尔玛·文内梅尔斯（Helma B. Wennemers，1969年6月24日—），德国有机化学家，出生于美因河畔奥芬巴赫 ，目前担任瑞士联邦理工学院（苏黎世联邦理工学院）有机化学系教授。

## 生平
1993年，赫尔玛·文内梅尔斯在法兰克福歌德大学学习化學，并在Gerhard Quinkert的监督下完成了毕业论文。于1996年在纽约哥伦比亚大学W·克拉克·斯蒂尔的监督下获得博士学位，论文为〈编码组合化学：研究选择性分子间相互作用的工具〉。1996年至1998年间，在名古屋大學担任山本尚的博士后研究员，之后于1999年獲任巴塞尔大学巴赫姆的助理教授。 2003年，升为副教授。2011年，前往苏黎世联邦理工学院担任有机化学系的教授。

## 研究
文内梅尔斯的研究专注于富含脯氨酸的多肽。
- 不对称催化：

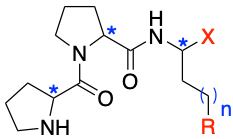
H-Pro-Pro-Xaa类型的三肽催化剂

文内梅尔斯教授开发了针对于烯胺机制的C-C键形成反应的H-Pro-Pro-Xaa类型有机催化剂（Pro：脯氨酸，Xaa：任何胺）。通过改变催化剂上单个氨基酸的绝对构型以及Xaa残基的官能团，实现了对aldol反应和共轭加成反应的高反应性以及立体和化学选择性  。多肽催化剂的模块性使得仅用0.05 mol％的催化剂就可以高效的催化醛与硝基烯烃的共轭加成反应。
她还同时开发了其他类型的有机催化反应。受天然聚酮合成酶的启发， 使用丙二酸半硫酯（MAHTs）作为硫酯烯醇的代替物，她开发了使用金鸡纳生物碱衍生催化剂的MAHT（以及受保护的变体单硫代丙二酸酯，MTM）与亲电子试剂的立体选择性加成反应的有机催化方法。氟化MAHT和MTM的引入使得可以在氟乙酸aldol反应中立体选择性引入氟取代基以及对亚胺和硝基烯烃的进一步加成反应。
- 化学生物学：

在化学生物学中，文内梅尔斯使用较大的富含脯氨酸的多肽，如胶原模型肽或寡聚脯氨酸，用于肿瘤靶向，细胞穿透 或药物输送等应用。她利用Cγ-功能化的脯氨酸衍生物来实现对短链胶原蛋白三螺旋的功能化和稳定化。此外，她引入氨基脯氨酸 和γ-氮杂嘧啶 作为pH敏感探针，通过pH变化调节胶原蛋白三螺旋的构象稳定性。在细胞穿透肽（CPPs）领域，文内梅尔斯证实了与具有不确定电荷排列方式的柔性的寡聚精氨酸相比，沿着寡聚脯氨酸骨架预排列正电荷的多肽增强了细胞穿透能力。此外，基于寡脯氨酸的CPPs显示出确定的核靶向性和高酶解稳定性以及低细胞毒性。

- 合成材料：

文内梅尔斯利用多肽控制纳米材料的形态，以生成有序的介观材料。她开发了一种三肽，可以用于形成单分散性的，水溶性的银，钯，铂和金纳米颗粒。最近，她报道了多肽稳定的铂纳米颗粒，其对肝癌细胞（HepG2）的毒性大于对其他癌细胞和非癌肝细胞的毒性 。文内梅尔斯还研究了寡聚脯氨酸和π-共轭体系的共轭物，形成了具有不同形态的自组装材料（例如纳米纤维，纳米棒，纳米片）。她使用这种共轭物制备了第一个通过弱非共价相互作用而结合在一起的延伸的三轴超分子编织物。

## 奖项
赫尔玛·文内梅尔斯获得了欧洲多肽学会 Leonidas Zervas奖（2010年）， 皇家化学学会 Pedler奖（2016年），Inhoffen奖章（2017年）和荷兰超分子化学学者奖（2019年）。